# Raubsville
Raubsville es un lugar designado por el censo ubicado en el condado de Northampton en el estado estadounidense de Pensilvania. En el Censo de 2010 tenía una población de 1088 habitantes y una densidad poblacional de 247,25 personas por km².

## Geografía
Raubsville se encuentra ubicado en las coordenadas 40°38′08″N 75°11′35″O / 40.63556, -75.19306. Según la Oficina del Censo de los Estados Unidos, Raubsville tiene una superficie total de 4.4 km², de la cual 4.12 km² corresponden a tierra firme y (6.36%) 0.28 km² es agua.

## Demografía
Según el censo de 2010, había 1088 personas residiendo en Raubsville. La densidad de población era de 247,25 hab./km². De los 1088 habitantes, Raubsville estaba compuesto por el 89.98% blancos, el 4.14% eran afroamericanos, el 0% eran amerindios, el 3.49% eran asiáticos, el 0% eran isleños del Pacífico, el 0.55% eran de otras razas y el 1.84% pertenecían a dos o más razas. Del total de la población el 2.57% eran hispanos o latinos de cualquier raza.